# Фінал Кубка Стенлі 2000

Фінал Кубка Стенлі 2000 (англ. Stanley Cup Finals) — 108-й загалом фінал Кубка Стенлі та сезону 1999–2000 у НХЛ між командами «Нью-Джерсі Девілс» та «Даллас Старс». Фінальна серія стартувала 30 травня в Іст-Ратерфорді, а фінішувала 10 червня перемогою «Нью-Джерсі Девілс».
У регулярному чемпіонаті «Нью-Джерсі Девілс» фінішували четвертими в Східній конференції набравши 103 очка, а «Даллас Старс» посіли друге місце в Західній конференції з 102 очками.
У фінальній серії перемогу здобули «Нью-Джерсі Девілс» 4:2. Приз Кона Сміта (найкращого гравця фінальної серії) отримав захисник «Дияволів» Скотт Стівенс.

## Шлях до фіналу
| Західна конференція     |          |                  |                   |                                        |
| Стадія                  | Суперник | Суперник         | Загальний рахунок | Результати матчів                      |
| Чвертьфінал конференції | 7        | Едмонтон Ойлерз  | 4 : 1             | 2:1, 3:0, 2:5, 4:3, 3:2                |
| Півфінал конференції    | 8        | Сан-Хосе Шаркс   | 4 : 1             | 4:0, 1:0, 1:2, 5:4, 4:1                |
| Фінал конференції       | 3        | Колорадо Аваланч | 4 : 3             | 0:2, 3:2, 0:2, 4:1, 3:2 (ОТ), 1:2, 3:2 |

| Східна конференція      |          |                     |                   |                                   |
| Стадія                  | Суперник | Суперник            | Загальний рахунок | Результати матчів                 |
| Чвертьфінал конференції | 5        | Флорида Пантерс     | 4 : 0             | 4:3, 2:1, 2:1, 4:1                |
| Півфінал конференції    | 3        | Торонто Мейпл Ліфс  | 4 : 2             | 1:2, 1:0, 5:1, 2:3, 4:3, 3:0      |
| Фінал конференції       | 1        | Філадельфія Флайєрз | 4 : 3             | 4:1, 3:4, 2:4, 1:3, 4:1, 2:1, 2:1 |

## Арени
| Даллас            | Реюньйон-арена Континентал-Ерлайнс-аренаclass=notpageimage\| Арени фіналу Кубка Стенлі 2000 | Іст-Ратерфорд             |
| Реюньйон-арена    | Реюньйон-арена Континентал-Ерлайнс-аренаclass=notpageimage\| Арени фіналу Кубка Стенлі 2000 | Континентал-Ерлайнс-арена |
| Місткість: 17 000 | Реюньйон-арена Континентал-Ерлайнс-аренаclass=notpageimage\| Арени фіналу Кубка Стенлі 2000 | Місткість: 19 090         |
|                   | Реюньйон-арена Континентал-Ерлайнс-аренаclass=notpageimage\| Арени фіналу Кубка Стенлі 2000 |                           |

## Серія
| 30 травня 2000 | Нью-Джерсі Девілс | 7 : 3 (1:1, 3:0, 3:2) | Даллас Старс | Континентал-Ерлайнс-арена, Іст-Ратерфорд |

| Протокол | Протокол      | Протокол                                                  | Протокол                                               | Протокол |
| --- | ------------- | --------------------------------------------------------- | ------------------------------------------------------ | -------- |
| | Мартен Бродер | Голкіпери                                                 | Ед Бельфур (00:00-43:02) Менні Фернандес (43:02-60:00) |          |
| Джейсон Арнотт (07:22) Кен Данейко (22:52) Петр Сикора (30:28) Скотт Стівенс (36:04) Сергій Брилін (42:21) Петр Сикора (43:02) Джейсон Арнотт (45:12) |               | Дерріл Сідор (13:13) Джон Сім (47:43) Кірк Маллер (47:55) |                                                        |          |
| 0 хв. | Вилучення     | 8 хв.                                                     |                                                        |          |
| 26 | Кидки         | 18                                                        |                                                        |          |

| 1 червня 2000 | Нью-Джерсі Девілс | 1 : 2 (1:1, 0:0, 0:1) | Даллас Старс | Континентал-Ерлайнс-арена |

| Протокол                    | Протокол                    | Протокол                              | Протокол   | Протокол |
| --------------------------- | --------------------------- | ------------------------------------- | ---------- | -------- |
|                             | Мартен Бродер (00:00-59:43) | Голкіпери                             | Ед Бельфур |          |
| Олександр Могильний (12:42) |                             | Бретт Галл (04:25) Бретт Галл (55:44) |            |          |
| 6 хв.                       | Вилучення                   | 8 хв.                                 |            |          |
| 28                          | Кидки                       | 17                                    |            |          |

| 3 червня 2000 | Даллас Старс | 1 : 2 (1:1, 0:1, 0:0) | Нью-Джерсі Девілс | Реюньйон-арена, Даллас |

| Протокол             | Протокол                 | Протокол                                   | Протокол      | Протокол |
| -------------------- | ------------------------ | ------------------------------------------ | ------------- | -------- |
|                      | Ед Бельфур (00:00-58:40) | Голкіпери                                  | Мартен Бродер |          |
| Сільвен Коте (13:08) |                          | Джейсон Арнотт (18:06) Петр Сикора (32:27) |               |          |
| 4 хв.                | Вилучення                | 8 хв.                                      |               |          |
| 23                   | Кидки                    | 31                                         |               |          |

| 5 червня 2000 | Даллас Старс | 1 : 3 (1:0, 1:0, 0:3) | Нью-Джерсі Девілс | Реюньйон-арена |

| Протокол               | Протокол                 | Протокол                                                         | Протокол      | Протокол |
| ---------------------- | ------------------------ | ---------------------------------------------------------------- | ------------- | -------- |
|                        | Ед Бельфур (00:00-59:38) | Голкіпери                                                        | Мартен Бродер |          |
| Джо Ньювендайк (18:02) |                          | Сергій Брилін (42:27) Джон Медден (44:51) Браєн Рафалскі (46:08) |               |          |
| 10 хв.                 | Вилучення                | 8 хв.                                                            |               |          |
| 17                     | Кидки                    | 31                                                               |               |          |

| 8 червня 2000 | Нью-Джерсі Девілс | 0 : 1 (3ОТ) (0:0, 0:0, 0:0, 0:0, 0:0, 0:1) | Даллас Старс | Континентал-Ерлайнс-арена |

| Протокол | Протокол      | Протокол             | Протокол   | Протокол |
| -------- | ------------- | -------------------- | ---------- | -------- |
|          | Мартен Бродер | Голкіпери            | Ед Бельфур |          |
|          |               | Майк Модано (106:21) |            |          |
| 4 хв.    | Вилучення     | 6 хв.                |            |          |
| 48       | Кидки         | 41                   |            |          |

| 10 червня 2000 | Даллас Старс | 1 : 2 (2ОТ) (0:0, 1:1, 0:0, 0:0, 0:1) | Нью-Джерсі Девілс | Реюньйон-арена |

| Протокол         | Протокол   | Протокол                                       | Протокол      | Протокол |
| ---------------- | ---------- | ---------------------------------------------- | ------------- | -------- |
|                  | Ед Бельфур | Голкіпери                                      | Мартен Бродер |          |
| Майк Кін (26:27) |            | Скотт Нідермаєр (25:18) Джейсон Арнотт (88:20) |               |          |
| 6 хв.            | Вилучення  | 12 хв.                                         |               |          |
| 31               | Кидки      | 45                                             |               |          |

| Володар Кубка Стенлі 2000      |
| ------------------------------ |
| Нью-Джерсі Девілс другий титул |

## Володарі Кубка Стенлі
| Володарі Кубка Стенлі Нью-Джерсі Девілс | Воротарі: Мартен Бродер, Кріс Террері Захисники: Бред Бомбардир, Кен Данейко, Володимир Малахов, Скотт Нідермаєр, Браєн Рафалскі, Скотт Стівенс (К), Кен Саттон, Колін Вайт Нападники: Джейсон Арнотт, Стів Брюле, Сергій Брилін, Патрік Еліаш, Скотт Гомес, Боббі Голик, Стів Келлі, Клод Лем'є, Джон Медден, Ренді Маккей, Олександр Могильний, Сергій Нємчинов, Кшиштоф Оліва, Джей Пандолфо, Петр Сикора Головний тренер: Ларрі Робінсон Генеральний менеджер: Лу Ламорьєлло |